# Уильям Стюарт из Хьюстона
Сэр Уильям Стюарт из Хьюстона (англ. William Stewart of Houston; ок. 1540 — ок. 1605) — шотландский военный, политик и дипломат. Его часто называют «полковник Стюарт», или коммендатор Питтенуима.

## Биография
Он начал свою карьеру солдатом в Нидерландах, где стал полковником и вступил в связь с лордом Бёрли о ходе дел. В 1582 году король Шотландии Яков VI сделал его капитаном своей гвардии.
Он посетил английского двора в интересах короля Шотландии в 1583 году с дипломатами Джоном Колвиллом и Джорджем Янгом. Позднее в том же году Стюарт помог освободить короля Якова от Уильяма Рутвена, 1-го графа Гоури, и вернуть к власти своего кузена Джеймса Стюарта, графа Аррана. Эти действия в значительной степени восстановили положение молодого короля Якова после так называемого Рейда Рутвена. 4 сентября 1583 года в Фолклендском дворце Яков VI Стюарт приказал передать полковнику Уильяму Стюарту некоторые из драгоценностей, которые принадлежали его матери Марии Стюарт, королеве Шотландии, в том числе золотой крест, ранее подаренный его фавориту Эсме Стюарт, 1-му герцогу Ленноксу.
Уильям Стюарт был назначен тайным советником и помогал графу Аррану в управлении Шотландией. В апреле 1584 года он захватил графа Гоури в Данди. В 1585 году он и граф Арран потеряли власть, и Уильям Стюарт отправился в Данию и Францию с секретными поручениями короля.

## Норвегия и Дания
Полковник Уильям Стюарт сыграл важную роль в переговорах короля Якова Стюарта о браке с королем Дании, присоединившись к посольству под руководством Питера Янга. В феврале 1588 года информатор написал Фрэнсису Уолсингему, что Уильям Стюарт вернулся из Дании с новостями о соглашении о том, что Яков VI должен жениться на младшей дочери Анне Датской, согласно желанию её матери Софи Мекленбург-Гюстровской, потому что она «думает, что больше всего подходит ему».
В 1589 году Уильям Стюарт отправился в Норвегию, где отдыхал датский флот, перевозивший Анну Датскую, и привез её письма от 3 октября Якову VI. Затем он вернулся в Норвегию. В декабре 1590 года он отплыл в Шотландию с инструкциями для правящего совета от Якова VI, включая приказы о кораблях для возвращения короля, церемонию приёма королевы и ремонт Холирудского дворца. Он прибыл в Кронборг 4 апреля с письмом Якова VI от королевы Елизаветы Тюдор. 7 апреля 1590 года он написал из Хельсингёра английскому дипломату в Эдинбурге Роберту Боусу. У Якова VI Стюарта был камердинер в Дании, которого также звали «Уильям Стюарт», и это было также имя одного из капитанов его флота. Он командовал кораблями, которые доставили Якова и его невесту Анну из Дании в апреле 1590 года.
В июне 1590 года король Шотландии Яков VI послал Джона Скина и Уильяма Стюарта послами в Данию и Германию . Миссия была направлена на укрепление мирного союза в Европе. Они познакомились с матерью Анны Датской, Софией Мекленбург-Гюстровской в Брауншвейге, затем встретились с Вильгельмом IV, ландграфом Гессен-Кассельским, в Ротенбурге-на-Фульде, и Кристианом I, курфюрстом Саксонии, в Дрездене. В апреле 1591 года английский посол Роберт Боуз пошутил с Уильямом о Стюартом по поводу отсутствия письменных ответов, полученных королем.

## Восстания графа Ботвелла
Уильям Стюарт был заключен в тюрьму в Эдинбургском замке в январе 1592 года. Подозревали, что он помог мятежному графу Ботвеллу попытаться захватить короля Якова VI во дворце Холируд. Его жена Эрика также была изгнана из двора за разжигание разногласий между канцлером Джоном Мейтлендом из Тирлестейна и Яковом VI и Анной Датской.
Уильям Стюарт был в Фолклендском дворце в июне 1592 года и был арестован по подозрению в планировании помочь мятежному графу Ботвеллу взять в плен короля. Он был заключен в тюрьму в замке Берли. В июле 1592 года он был допрошен канцлером Джоном Мейтлендом, секретарем Ричардом Кокберном, Джоном Кармайклом и Джоном Скином о его отношениях с графом Ботвеллом. Стюарт признался, что он был в Эдинбургском замке, играя в карты с заключенным графом Ботвеллом незадолго до побега последнего 21 июня 1591 года, и отрицал, что у него были секретные связи с Ботвеллом. Чтобы снискать расположение и отвести подозрения, Уильям Стюарт и сэр Джеймс Сэндилендс обвинили Александра Линдсея, 1-го лорда Спайни, в том, что он развлекал мятежного графа Ботвелла в замке Абердур в 1592 году, но он отрицал это.

## Поздняя жизнь
Дважды Уильям Стюарт ездил с миссиями в Нидерланды. В 1594 году он был посвящен в рыцари и получил земли в Хьюстоне.
Джон Уэмисс из Логи услышал в сентябре 1595 года, что Уильям Стюарт был в Мекленбурге и Брауншвейге, куда король Дании Кристиан IV отправился, чтобы встретиться со своей будущей женой, Анной Екатериной Бранденбургской. Он был отправлен с посольством в Данию в мае 1598 года, сопровождая Ульрика, герцога Голштинского, который путешествовал по Англии и Шотландии, и вернулся в июле.
В феврале 1600 года Уильям Стюарт столкнулся с графом Гоури в длинной галерее или коридоре Холирудского дворца. Он арестовал отца графа в 1584 году. Граф Гоури хотел было отойти в сторону, но передумал. Уильям Стюарт отметил это и пожаловался королю как оскорбление его долгой службы и достоинства, предупредив, что граф Гоури представляет угрозу для королевского двора. Граф Гоури рассказал об этом и сказал «Aquila non captat muscus», что означает, что орел не ловит мух, что Стюарт был ниже его внимания.
Он умер около 1605 года.

## Семья
Уильям Стюарт первым браком женился в 1582 году на Эрике (1540—1587), графине Батенбург в Гелдерланде и Мандершайде, вдове Виллема ван Бронкхорста-Батенбурга (1529—1573). Им были пожалованы земли у замка Танталлон, конфискованные графом Ангусом в ноябре 1584 года.
7 июня 1590 года Уильям Стюарт вторым браком женился на Изабель Хепберн, леди Питферран, в Холируд-хаусе. Анна Датская была крестной матерью его единственного сына Фредерика Стюарта (1591—1625) . Фредерик Стюарт в 1609 году получил титул лорда Питтенуима, но скончался бездетным в декабре 1625 года.